# Горган
Горга́н произношениео файле (Джурджан; перс. گرگان‎, «Земля Волка»), в прошлом Аст(е)рабад — город в Иране, административный центр провинции Голестан. Расположен на севере страны, в 30 км к востоку от побережья Каспийского моря и приблизительно в 400 км к востоку от Тегерана.

## География и транспорт
До начала-середины XX века портом Астрабада служил городок с историческим названием Гяз. Со временем значимость этого порта уменьшилась, а значение основного порта региона перешло к городу Бендер-Торкеман, построенному в 1930-е годы.
Через Горган проходит железная дорога Казахстан-Туркменистан-Иран. В сентябре 2005 года был открыт аэропорт. В 150 км к востоку от Горгана расположен Национальный парк Голестан.

## Этимология
Название Горган с персидского переводится как «земля волка» (گرگ — волк, ان — суффикс, указывающий на местность). Во времена античности, когда город входил в состав сатрапии Гиркания (от пехл. Varkâna — «земля волков»), он назывался Задракарта. Арабы называли Горган — Джурджан, а греки — Хиркан (Гиркания).
В дореволюционной русской литературе город именовался Аст(е)рабадом или Астрабатом (до 1937 года).
Это название происходит от астар (перс. استر‎), означающий на разных языках (др.-тюрк., санскр. аста, перс.) — «низ, нижний» и абад (перс. آباد‎) — «город», то есть, общий смысл — «город в низком месте». Для окружающего региона использовался топоним Тапаристан или Табаристан.

## История
Во времена Ахеменидов, при правлении Кира Великого (559−530 год до н. э.), Горган был в составе Персидской империи. При Дарии I город был частью сатрапии Гиркания или Хиркана, куда также входили нынешние иранские останы Мазендеран и Голестан, а также часть прибрежной территории Туркменистана. Позднее Александр Македонский завоевал Гирканию, но был ранен в бою, после чего у него ухудшилось зрение.
При разделе Македонской империи Горган стал частью государства Селевкидов, возглавляемой греко-македонской династией. В конце III века до н. э. северо-восточные кочевники, принадлежащие к племени парнов, вторглись в Парфию и Гирканию. Если первая была потеряна для Селевкидов навсегда, то вторую удалось вновь на время завоевать селевкидскому правителю Антиоху III Великому в 209 году до н. э. Спустя поколение, однако, была потеряна и Гиркания.
Для парфян, нового имени парнов, Гиркания была важной частью империи, расположенной между территорией Парфии и их родными степными землями. Парфяне придавали большое значение Гиркании, где находилась летняя резиденция их правителя.
Во времена Империи Сасанидов (224−651) Горган как имя собственное использовалось для обозначения города, столицы остана и самой провинции. С этой эпохой связывают строительство многокилометровой оборонительной стены вдоль реки Горган.
В IX веке варяжские купцы, совершая свои путешествия в прикаспийские страны, доходили до Горгана, откуда иногда на верблюдах отправляли свои товары в Багдад.
В 935−1090 годы в Горгане властвовали эмиры из персидской династии Зияридов. Сама верховная власть над Горганом в X веке принадлежала то Саманидам, то Буидам. В 1210 году город был разграблен братьями Мхаргрдзели.
В 1384 году в ходе военных действий и сопротивления местных жителей город Горган захвачен и разрушен Тамерланом, в XVII столетии процветал, а в XVIII веке очень обеднел. В 1487−1489 годах городским головой был поэт Алишер Навои.
Персидский поход России 1722−1723 годов привёл к тому, что Россия заняла коридор к югу от Каспийского моря, включая Решт и Астрабад. Территория была оставлена в 1735 году по итогам переговоров с Персией. В 1782 году в Астрабаде открылась торговая фактория Российской империи, через которую проходила значительная часть русско-персидской торговли.

## Население
Население города по данным на 2012 год составляет 312 223 человека; по данным переписи 2006 года оно насчитывало 269 226 человек.
| 1986    | 1991    | 1996    | 2006    | 2012    |
| ------- | ------- | ------- | ------- | ------- |
| 139 430 | 162 468 | 188 710 | 269 226 | 312 223 |

## Климат
Климат Горгана умеренный и субтропический, характеризуется также влажностью, иногда его называют «умеренным каспийским» климатом. Основные факторы, влияющие на климат: горный хребет Эльбурс, направление гор, высота местности, близость к морю, растительность на поверхности, локальные ветры и погодные фронты. Среднегодовая температура составляет 18,2 °C. Годовая норма осадков — около 600 мм. В ЭСБЕ природные условия Горганской области были охарактеризованы в следующих словах:
Область плодородна и благодаря теплому и влажному климату производит ценные продукты, которые вывозят в Россию: шёлк, хлопок, рис, сушёные плоды. Горы покрыты густыми лесами лиственных пород, между деревьями множество вьющихся растений; выше полоса хвойного леса. В отличие от Баку и даже Ленкорани здесь и летом бывают обильные дожди. Климат нездоров, много лихорадок, хотя и менее, чем в Гиляне. Рыбные ловли богаты, вывозят в Россию соленую осетрину и икру. Ввозят из России главным образом бумажные и шерстяные ткани, железо и сахар.
| Показатель                             | Янв. | Фев. | Март | Апр. | Май  | Июнь | Июль | Авг. | Сен. | Окт. | Нояб. | Дек. | Год  |
| -------------------------------------- | ---- | ---- | ---- | ---- | ---- | ---- | ---- | ---- | ---- | ---- | ----- | ---- | ---- |
| Абсолютный максимум, °C                | 29   | 32,4 | 35   | 39   | 43   | 45   | 44   | 44   | 41,6 | 39   | 36    | 29,2 | 45   |
| Средний суточный максимум, °C          | 12,4 | 13,1 | 15,3 | 21,2 | 26,9 | 30,9 | 32,6 | 32,7 | 29,9 | 24,8 | 18,8  | 14,3 | 22,7 |
| Средний суточный минимум, °C           | 3,4  | 3,8  | 6,1  | 10,7 | 15,5 | 19,9 | 22,8 | 22,9 | 19,6 | 13,9 | 8,9   | 5,2  | 12,7 |
| Абсолютный минимум, °C                 | −10  | −6   | −3,2 | 0    | 2,8  | 10   | 15   | 13   | 9    | 3    | −2    | −7   | −10  |
| Норма осадков, мм                      | 55   | 56   | 79   | 53   | 44   | 33   | 22   | 27   | 39   | 66   | 69    | 58   | 601  |
| Источник: Synoptic Stations Statistics |      |      |      |      |      |      |      |      |      |      |       |      |      |

## Университеты и техникумы
- Исламский университет Азад (Горган)[12]
- Голестанский университет медицинских наук[13]
- Горганский университет агротехники и природных ресурсов[14]
- Мирамадский институт высшего образования[15]
- Институт высшего образования Ламеи Горгани
- Институт высшего образования Хакима Джоргани[16]

## Города-побратимы
- Актау, Казахстан, с сентября 2006 года[17]
- Самсун, Турция[18]

## Известные жители
Уроженцами Горгана были два известных в Иране медика, Абу Сахл Масихи (970—1010), учёный эпохи культурного подъёма в мусульманском мире IX—XI веков, учитель Ибн Сины) и Исмаил Джурджани, автор энциклопедии под названием «Сокровища, посвященные шаху Хорезма».  Жил здесь несколько лет также поэт и государственный дятель Алишер Навои. Подробнее см. Категория:Родившиеся в Горгане.
В Астрабадской крепости в заточении умер грузинский царь Теймураз I.